# Flora Fallesen
Amanda Flora Mathilde Fallesen, født Thomsen (9. december 1832 i København – 25. juni 1900 på Frederiksberg) var en dansk teaterskuespillerinde.
Hun var datter af postmester i Odense Ove Thomsen og kgl. skuespillerinde Johanne Elisabeth (Eliza) f. Beyer. Frøken Thomsen debuterede som skuespillerinde på Det Kongelige Teater 1. september 1857 som Fru Renaud i Husholdningspolitik, optrådte sidste gang 29. april 1860 og virkede derefter et par sæsoner ved Casinos teater.
5. september 1865 blev hun gift med Edvard Fallesen.